# Kościół św. Stanisława Biskupa i Męczennika w Solcu Kujawskim
Kościół św. Stanisława Biskupa i Męczennika w Solcu Kujawskim – kościół parafialny w Solcu Kujawskim.

## Historia
Kościół, jako budynek murowany, został wzniesiony w roku 1912. Zbudowano go na miejscu poprzedniego starego drewnianego kościoła parafialnego, którego wzniesiono na miejscu pierwszego parafialnego kościoła w 1736. Kościół drewniany został rozebrany w 1909, po czym wzniesiono na jego miejscu kościół murowany. W roku 1931 kościół był rozbudowywany czterokrotnie – dokonano tego troską ówczesnego proboszcza parafii - Jana Mąkowskiego (żył w latach 1878–1941, kierował parafią w latach 1921–1933; zginął 24 kwietnia 1941 w obozie koncentracyjnym Sachsenhausen). Konsekracji kościoła dokonano 13 grudnia 1931.

## Zabytki
- ołtarz główny - 1633, styl barokowy
- krucyfiks - II poł. XVIII w., styl późnobarokowy
- anioł - XVII w., styl barokowy
- figura Jana Chrzciciela i dwa krucyfiksy - II poł. XIX w.
- kielich - XIX w.
- kustodia - XIX w.
- puszka - XIX w.
- monstrancja - XIX w.
- dzwon - 1601

## Budynki przykościelne
- plebania – 1893
- Dom Parafialny – 1910, rozbudowany w 1987